# لورينزو د. كولينز
لورينزو د. كولينز (بالإنجليزية: Lorenzo D. Collins)‏ هو سياسي أمريكي، ولد في 13 يوليو 1821، وتوفي في 16 يوليو 1898 بسبب ذات الرئة. نشط حزبياً في الحزب الجمهوري. وقد انتخب عضو جمعية ولاية نيويورك وانتخب عضو مجلس ولاية نيويورك.